# Cyanomitra bannermani
El suimanga de Bannerman (Cyanomitra bannermani) es una especie de ave paseriforme de la familia Nectariniidae propia de África Central. Su nombre científico conmemora al ornitólogo británico David Armitage Bannerman.

## Distribución
Se encuentra en el sur de África central, distribuido por Angola, y el sur de la República Democrática del Congo y Zambia. 